# Concilio de Antioquía

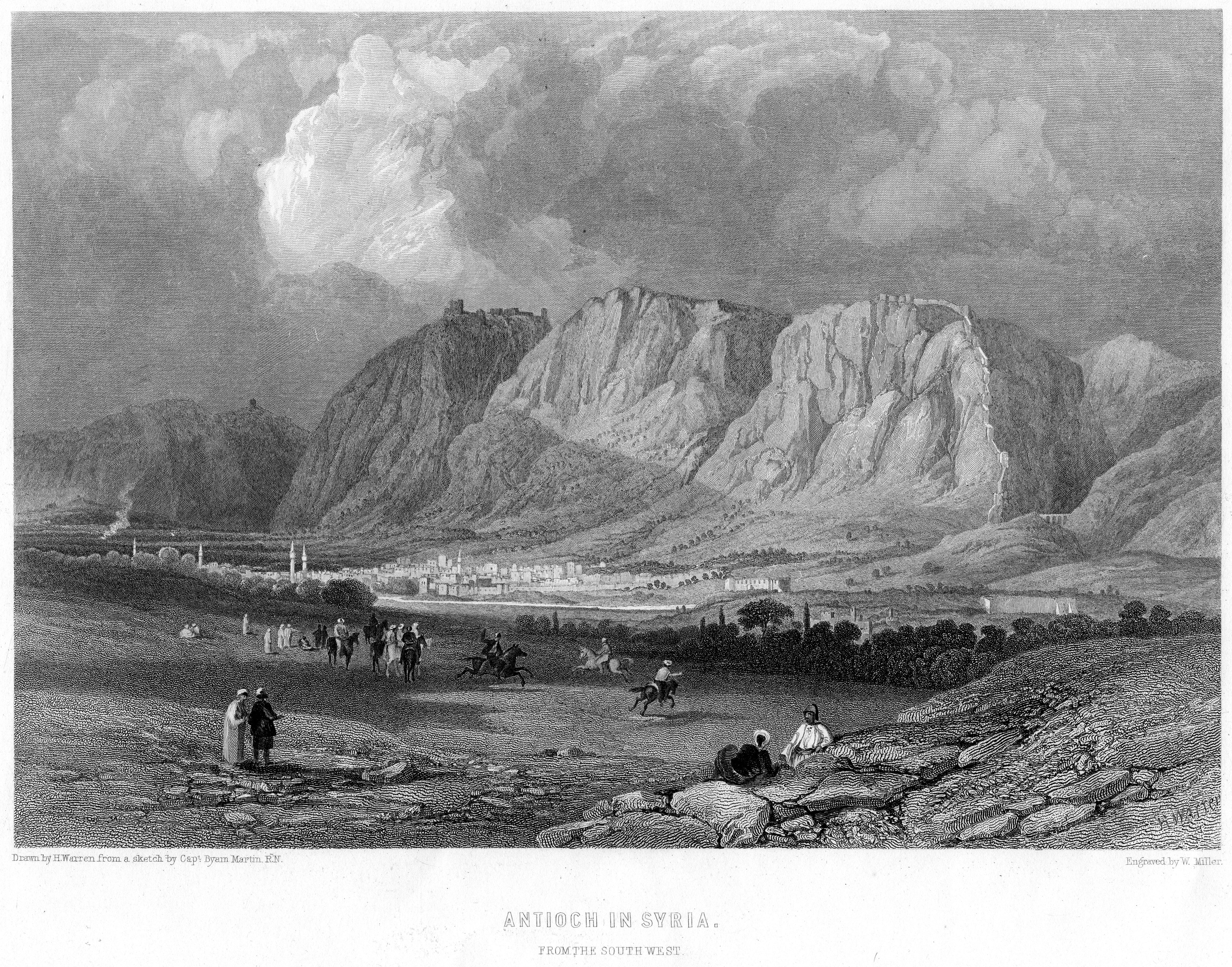
Antioquía.Grabado de William Miller, 1866.

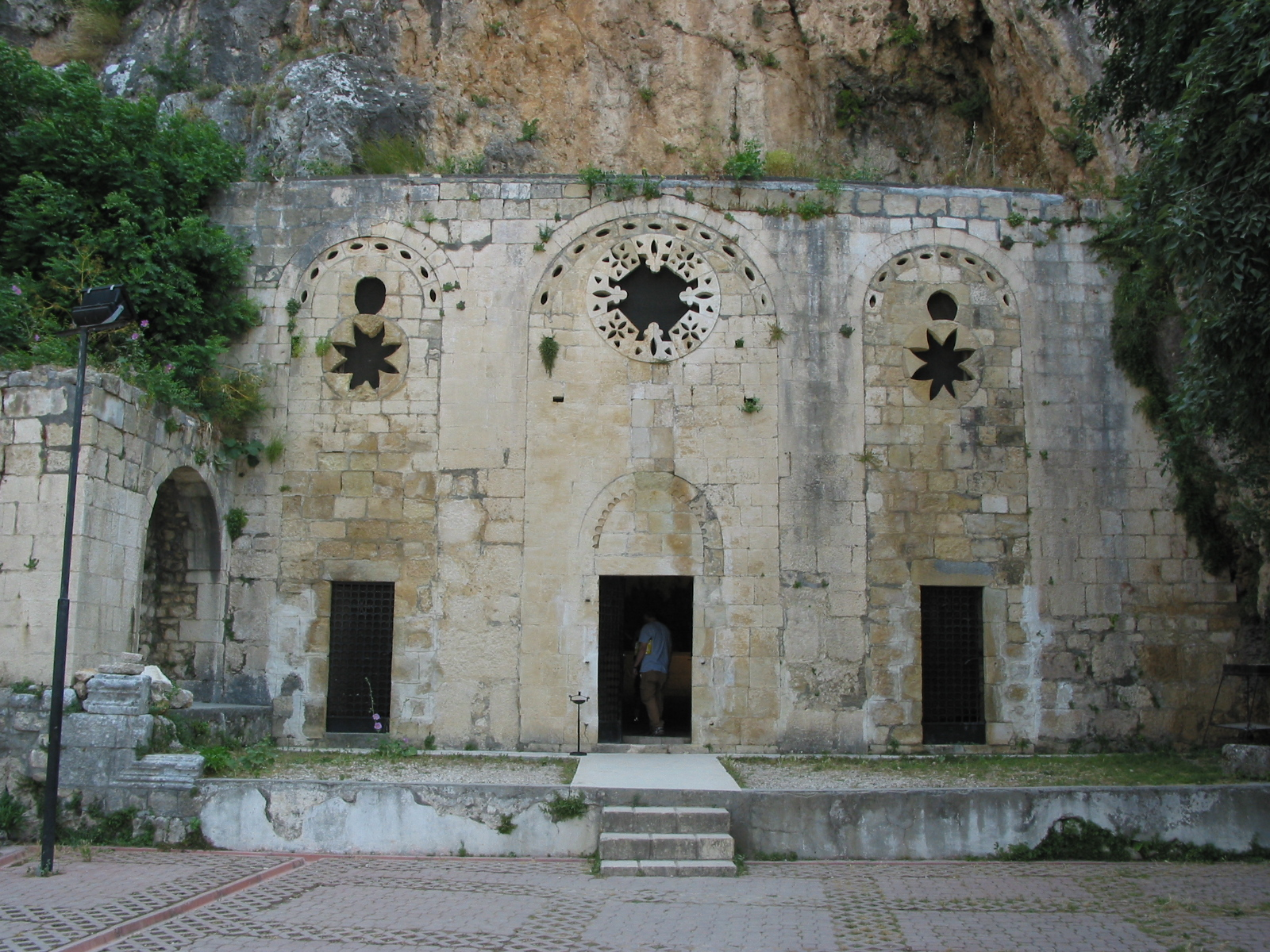
Iglesia de San Pedro, Antioquía.

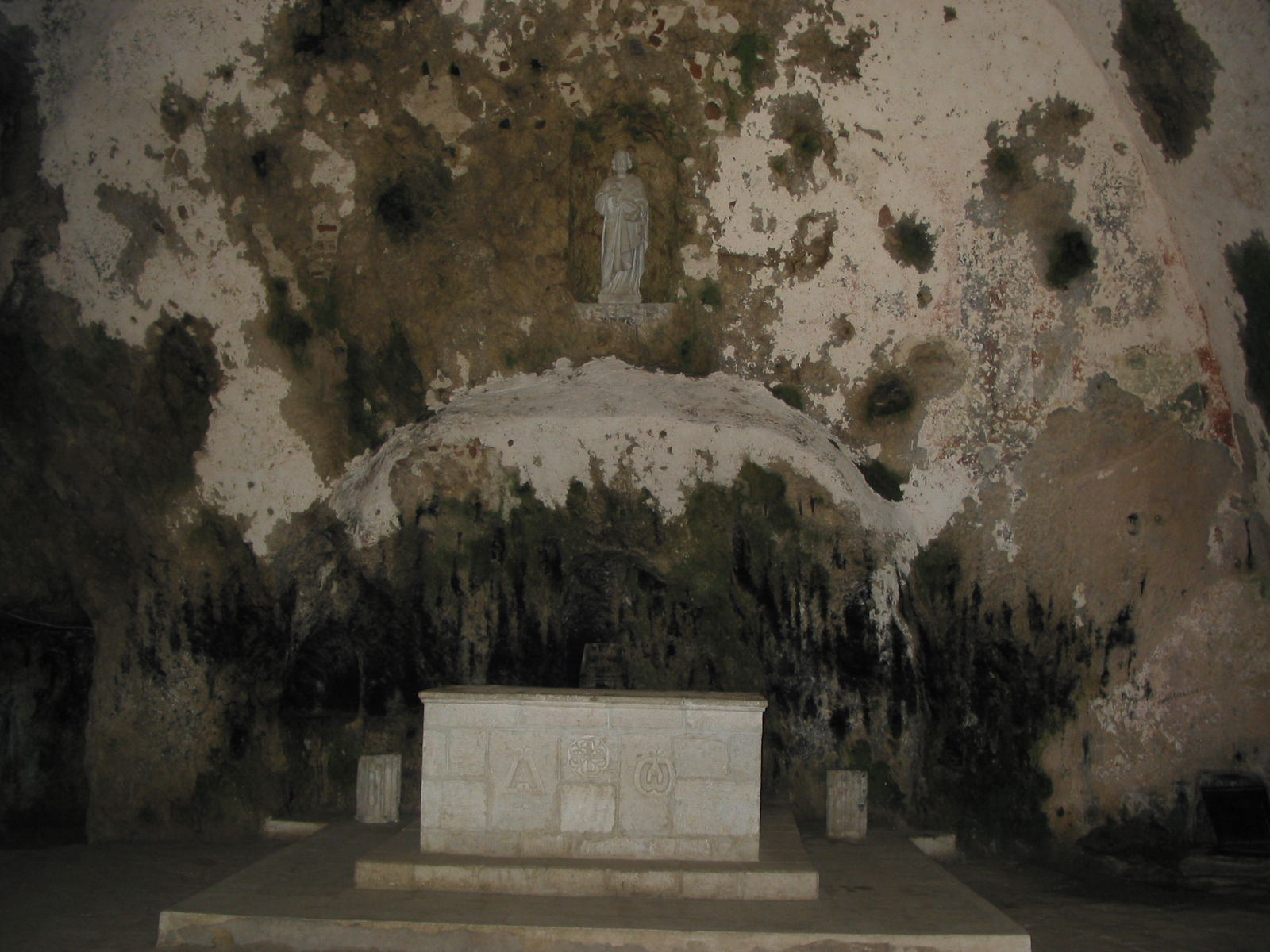
Iglesia de San Pedro, Antioquía.

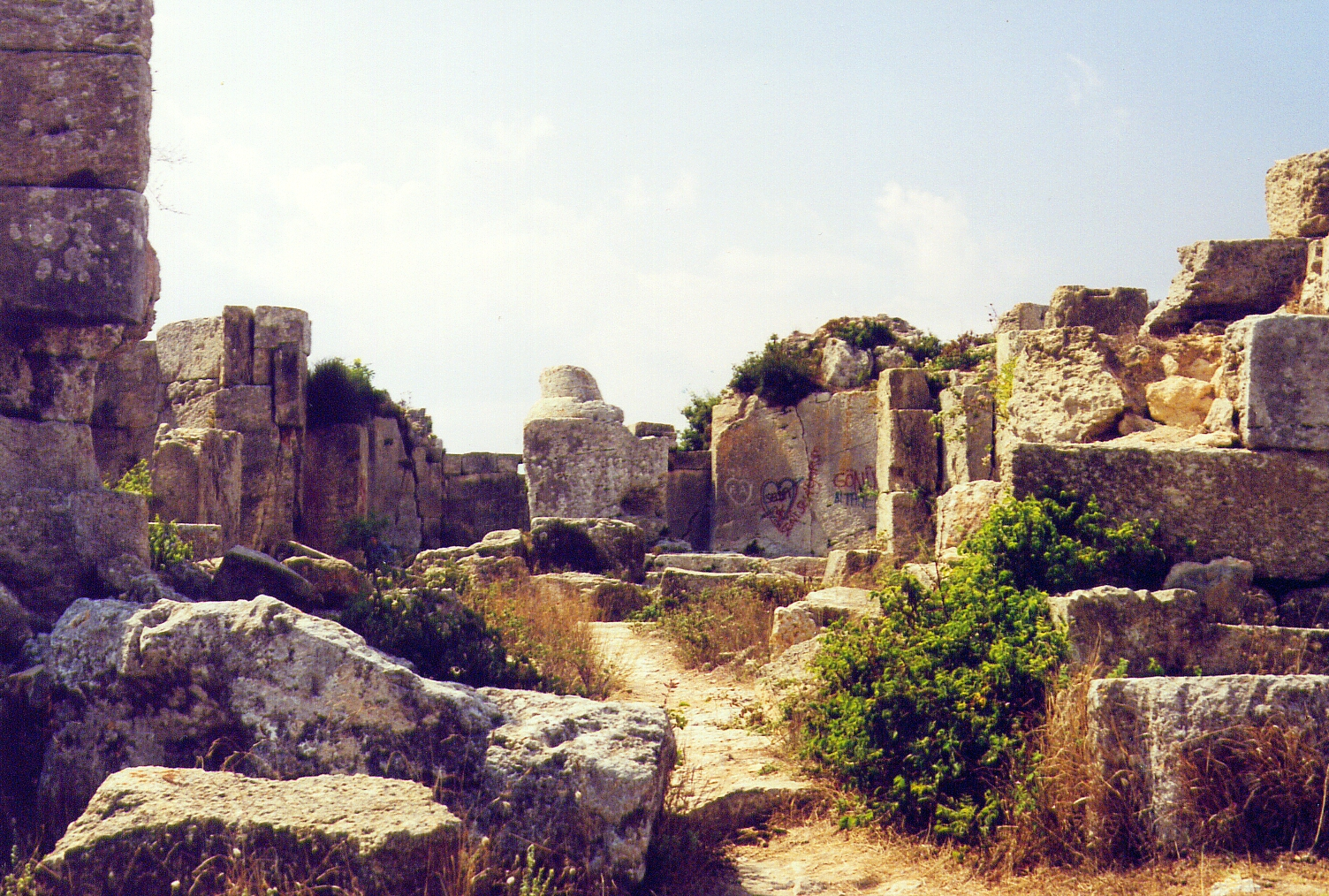
Antiguo monasterio de san Simón el Estilita Antioquía.

Más de treinta Concilios o Sínodos de Antioquía fueron realizados en la antigüedad. La mayoría de ellos coincidió con las diversas fases de la controversia arriana. 

## Primeros sínodos
Los primeros fueron sínodos reunidos en 252, 264, 268 y 269 para tratar de la herejía de Pablo de Samósata, que fue finalmente depuesto en el tercer sínodo y condenado por herejía. Bajo la protección de la reina de Palmira, Zenobia, Pablo consiguió mantenerse en actividad por algún tiempo. Fue expulsado a finales de 272 por un decreto del emperador Aureliano. El artículo de la Enciclopedia Católica sobre Pablo de Samósata dice:

It must be regarded as certain that the council which condemned Paul rejected the term homoousios; but naturally only in a false sense used by Paul; not, it seems because he meant by it an unity of Hypostasis in the Trinity (so St. Hilary), but because he intended by it a common substance out of which both Father and Son proceeded, or which it divided between them, - so St. Basil and St. Athanasius; but the question is not clear. The objectors to the Nicene doctrine in the fourth century made copious use of this disapproval of the Nicene word by a famous council.

Debe considerarse como cierto que el Concilio que condenó a Pablo rechazó el término homoousios, pero naturalmente solo en el falso sentido utilizado por Pablo; no parece que significara una unidad de hipóstasis en la Trinidad (así san Hilario), sino porque pretendía por ella una substancia común de la cual tanto el Padre como el Hijo procedían o que dividía entre ellos, según san Basilio y san Atanasio; pero la pregunta no está clara. Los objetores de la doctrina de Nicea en el siglo IV hicieron un uso copioso de esta desaprobación de la palabra nicena (homoousios) por un concilio famoso.

### El Concilio de252
El Concilio de 252 fue convocado gracias a las correspondencias firmadas por Dionisio de Alejandría acerca del tema y firmado específicamente para tratar del cisma provocado por Novaciano Novato, llamado Novacianismo, y el llamado rebatismo de los herejes. Las grandes figuras de este concilio fueron Heleno de Tarso, Firmiliano de Cesarea en Capadocia y Teuteno de Cesarea en Palestina. La materia fue considerada herética por el concilio.

### El Concilio de264
Convocado para 264 (o 265) este concilio contó con la participación, entre otros, de Firmiliano de Cesarea de Capadocia, Gregorio Taumaturgo y su hermano Atenodoro, Heleno de Tarso, de Cilicia, Nicomas de Iconio, Imeneo de Jerusalén, Teuteno de Cesarea, de Palestina (amigo de Orígenes), Máximo de Bostra, sacerdotes y diáconos. El obispo Dionisio de Alejandría, debido a la edad avanzada, excusó su ausencia. La materia discutida fue la herejía provocada por Pablo de Samósata. Demetrio, que tampoco pudo comparecer, escribió a la Asamblea exhortándola contra los errores doctrinarios de Pablo.
Tras quedar demostrados los errores doctrinarios, Pablo negó que los hubiera cometido y no fueron tomadas providencias ulteriores.

### El Concilio de268
Convocado para tratar específicamente de la corriente teológica denominada monarquianismo dinamista, según la cual Jesús se hizo divino en el momento del bautismo y antes era una persona común. Esta fórmula había sido creada por Teódoto de Bizancio, excomulgado en 190 por el papa Víctor I. Pero este pensamiento ideológico, sobreviviendo a los tiempos, era ahora propagado por Pablo de Samósata (de donde surgiría la secta conocida como Paulanos) que encontró su condena en este concilio. Al final del Concilio, cuentan que Pablo de Samósata hubo afirmado haber sido discípulo de Artemón. Y este lo fuera de Teódoto de Bizancio, juntamente con Asclepiódoto y Teódoto el joven, entre otros.

### El Concilio de269
Convocado en Antioquía para finales del año de 269, tuvo como finalidad versar nuevamente sobre los errores doctrinarios de Pablo de Samósata que había vuelto (o que nunca hubo dejado de) a profesar su doctrina. Desde los concilios anteriores de 264 y 268, Pablo ya había vuelto a sus posiciones teológicas anteriores. Su retractación en 264 había sido un embuste, tanto que aquel mismo año otra asamblea reunida (en fecha no conocida) volvió a admonestarlo. Después de incontables tentativas (todos fallidas) se dio la convocatoria de este Concilio. El número de prelados que concurrieron a la convocatoria fue de 70 (según Atanasio) o de 80 (según Hilario). El concilio fue presidido por Heleno de Tarso, pues Firmiliano había muerto poco tiempo antes. Se hicieron presentes, entre otros, Imeneo de Jerusalén (260-276), Teuteno de Cesarea (?-303) de Palestina, Máximo de Bostra, Nicomas de Iconio, según el Synodicus Libellus.
La figura destacada fue el sacerdote de Antioquía Malquión, profesor de aquella escuela. Este contestó todas las tesis de Pablo, quien al final fue condenado por su profesión de fe, fue depuesto. Para su cargo en el episcopado fue escogido Domno I, hijo del antecesor de Pablo Demetrio. El concilio aún envió una encíclica -conteniendo el sumario del concilio y lo concerniente a los errores de Pablo- a todas las provincias, al papa Dionísio, al metropólita de Alexandria y al obispo Máximo.
A estos documentos se refieren los escritores eclesiásticos Eusebio de Cesarea, Jerónimo de Estridón, Leoncio de Bizancio y Pedro el Diácono.

## Concilios elsigloIV

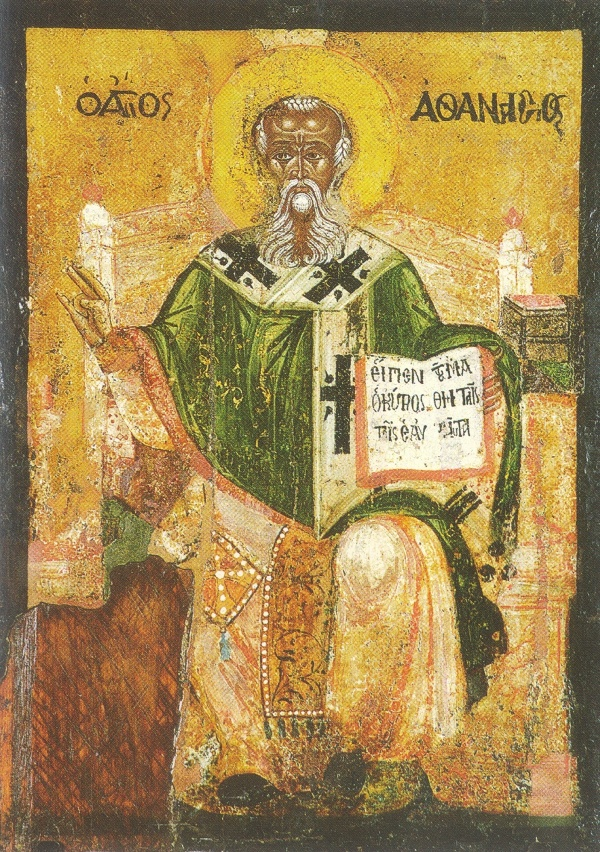
Icono de San Atanasio.Museo arqueológico de Varna, en Bulgaria.

La mayor parte de los sínodos realizados durante el siglo IV fueron para tratar las disputas que siguieron a la controversia arriana, siendo que esta sede episcopal se mantuvo por un largo tiempo en las manos de los arrianos:
- El concilio de 332 depuso al obispo Eustacio de Antioquía, ortodoxo, acusándolo de cortejar a una mujer;
- En el concílio de 340, Atanasio de Alejandría fue depuesto y un tal Gregorio de Capadocia fue consagrado en su lugar. El intruso sólo consiguió tomar posesión de su nueva sede bajo escolta militar.

### Concilio de 341
El más celebrado de todos fue realizado el año de 341, cuando la dedicación de la Basílica de oro, y es, por lo tanto, llamado de encaeniis (en griego: εν εγκαινιοις), in dedicatione. Casi un centenar de obispos estuvieron presentes, todos orientales, y sin el obispo de Roma. El emperador Constancio II estuvo allá en persona. Este concilio fue presidido por el obispo de Antioquia, Placencio de Antioquía.
Los cuatro credos adoptados, aunque no fueran heréticos, aun así eran bien diferentes de la fe de Nicea. El primero rechazó la acusación de Julio I de arrianismo. El segundo fue el oficial. El tercero fue producido bajo la batuta de Teofinio de Tiana y el cuarto, conocido como Ekthesis Makrostichos (Macrostich - "Larga fórmula"), fue presentado en el Concilio de Milán (345).
Los veinticinco cánones adoptados regulan la llamada constitución metropolitana de la Iglesia. El poder eclesiástico fue colocado principalmente en el obispo metropolitano (después llamado arzobispo) y en el semianual sínodo provincial (conforme al canon 5 de Nicea), que él convoca y preside. Consecuentemente, los poderes de los obispos nacionales (corepíscopos) fueron reducidos y el recurso directo al emperador fue prohibido. Sin previa invitación, un obispo no puede más ordenar, o de cualquier otro modo interferir con los asuntos fuera de su propio territorio, y tampoco puede designar su propio sucesor. Se fijaron penalidades para los que rechazaran celebrar la Pascua en la fecha correcta en consonancia con el decreto de Nicea, así como a los que salieran de la iglesia antes de que la Eucaristía haya terminado.
Los cánones de este concilio formaron parte del codex canonum utilizado en el Concilio de Calcedonia en 451 y así se perpetuaron en colecciones occidentales y orientales. Fueron publicados en griego y traducidos. Las cuatro fórmulas dogmáticas pueden ser encontradas en G. Ludwig Hahn.

### Otros concilios
- En el concilio de 344, el Patriarca de Antioquía arriano Esteban fue depuesto por haber sido incriminado en un plan para colocar una prostituta en el cuarto de los enviados ortodoxos en Antioquía. En el credo adoptado por este concilio (el Macrostich), los puntos de vista semiarrianos encontraron expresión y se volvieron contra los arrianos, contra los sabelianos (como Marcelo de Ancira) y también contra Atanasio.
- Los sínodos de 358, 361 y 362 revelaron y reafirmaron la predominancia de los arrianos. El obispo Eudoxio de Antioquía condenó tanto alos ortodoxos cuanto alos semiarrianos. Melecio de Antioquía fue elegido y se creía que él estaba del lado de los arrianos, que proclamaron su lealtad, a pesar de algunas deserciones. Cuando el emperador Joviano  ascendió al trono (363), se celebró allí un concilio, en el cual los obispos concordaron con el credo de Nicea, aunque hayan añadido, en el final, una declaración semiarriana. Con el ascenso de Valente, Eustacio de Antioquía fue convencido por Eudoxio para reunir a los obispos en Antioquía e intentar retirar la sentencia que había sido impuesta al ultraarriano Aecio de Antioquía, lo que finalmente se hizo en el sínodo de 364.
- Por último, en 368, un gran número de obispos orientales se reunió en Antioquía y dejaron juntos el Arrianismo. Asintieron al credo de Nicea como había sido expresado por Dámaso I en el sínodo de Roma en 369 (que el Padre, el Hijo y el Espíritu Santo eran de una única substancia - homoousia).
- El sínodo celebrado en 388 prohibió cualquier venganza por cuenta del asesinato de un obispo por las manos de los paganos.
- Otro, realizado en 390, condenó a los mesalianos.

## Sínodos posteriores

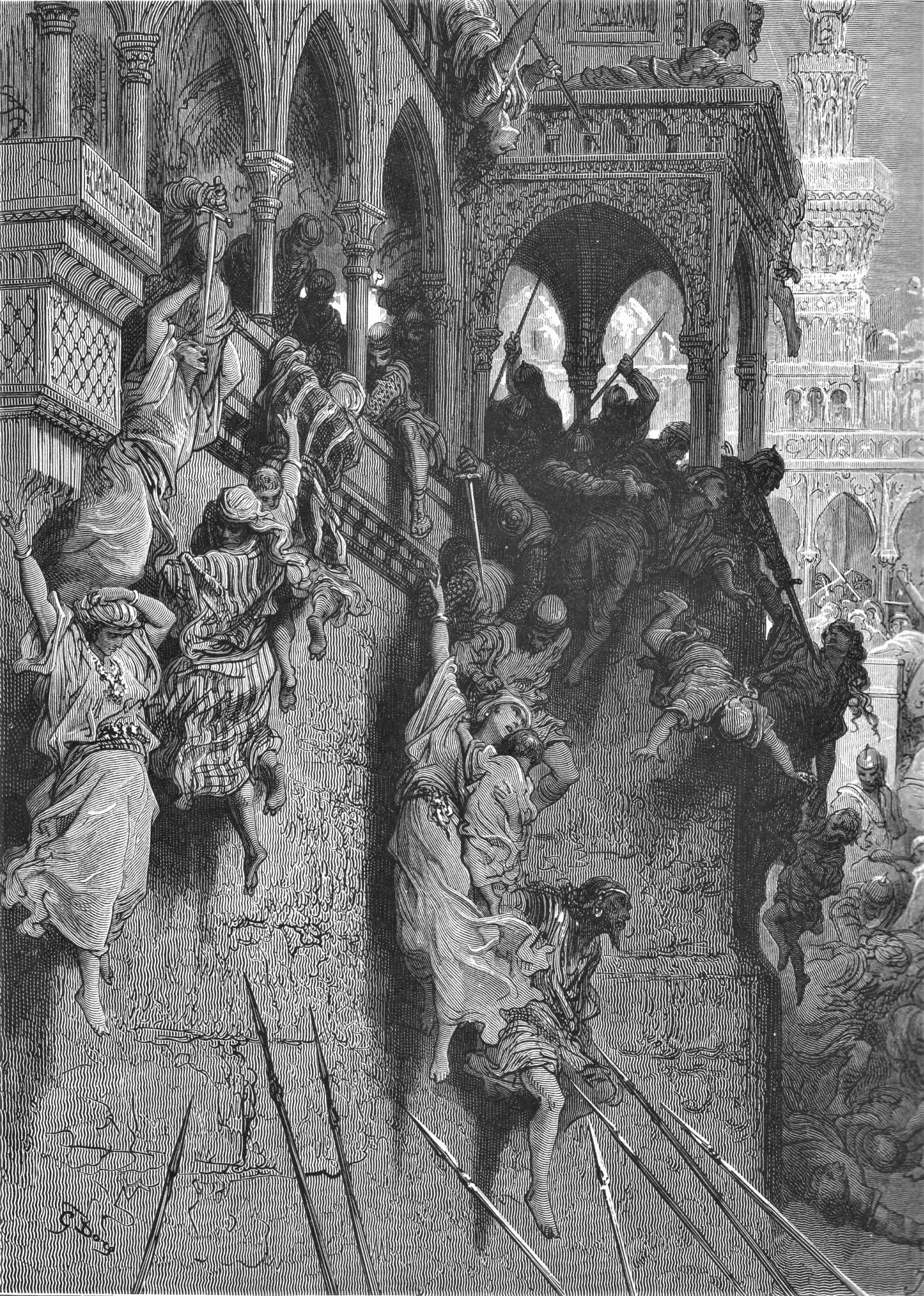
Masacre en Antioquía después del cerco de los cruzados. Por Gustave Doré.

Los sínodos de los siglos V y VI sirvieron principalmente para resolver controversias teológicas de su tiempo:
- El concilio de 424 decretó la expulsión de Pelagio de Bretaña de la ciudad.
- Los sínodos de 432, 447, 451, 471, 478, 481, 482, 508, 512 y 565 trataron de las diversas fases de la controversia nestoriana y monofisista.
- Un sínodo del año de 445 emitió una decisión sobre el caso de Atanasio, obispo de Perra, acusado de conducta impropia y traído a juicio por el Patriarca de Antioquía.
- Finalmente, un sínodo del año 542 versó acerca de las controversias origenistas en Palestina. Seguidamente, la región cayó bajo el dominio musulmán. Siglos después, durante el período de dominación latina (reinos cruzados), se celebraron dos sínodos allí:
- En 1139, Radulfo el Segundo Patriarca Latino de Antioquía fue depuesto por haber intentado la independencia completa de Roma y por el tratamiento cruel que dispensó a algunos clérigos.
- En 1204, el cardenal-legado Pedro decidió algunas alegaciones sobre el Principado de Antioquía en favor del Conde de Trípoli y contra Armenia, que fue entonces colocada bajo interdicción.

A partir de aquí, la vida eclesiástica en Antioquía se hizo inexistente, toda vez que la ciudad fue nuevamente ocupada por los musulmanes.